# Bet Guvrin
Bet Guvrin (hebräisch בֵּית גֻּבְרִין Bejt Guvrīn) ist ein Kibbuz in der südlichen Schfelah im Südbezirk Israels nahe der Grünen Linie zum Westjordanland an der alten Landstraße  von Aschkelon nach Jerusalem. Die Siedlung hatte 2018 426 Einwohner und befindet sich in unmittelbarer Nähe der antiken Stadt Eleutheropolis. Weitere Varianten des Namens sind Bethogabris, Baitogabra (altgriechisch Βαιτογαβρά), davon abgeleitet Bayt Ǧibrin / بيت جبرين und selten Beth Gebrin.

## Geschichte
Die antike Besiedlung reicht bis ins 6. vorchristliche Jahrhundert zurück. Damals war Bet Guvrin eine Nachbarstadt der edomitischen Hauptstadt Marescha. Beide Städte gingen etwa 400 Jahre später an die Makkabäer verloren. Bedeutend wurde der Ort mit Beginn der römischen Herrschaft. Sie blühte vor allem infolge der ihr von Kaiser Septimius Severus im Jahr 202 verliehenen Privilegien auf. Gleichzeitig erhielt die Stadt den Namen Eleutheropolis (altgriechisch Ἐλευθερόπολις Freistadt). In den folgenden Jahrhunderten war Eleutheropolis der Verwaltungssitz des größten römischen Bezirks in ihrer Provinz Syria Palaestina.
Die im 12. Jahrhundert an der Stelle der alten Stadt erbaute Kreuzfahrerburg Gibelin wurde 1187 von Saladin erobert.
In späteren Jahrhunderten existierte ein arabisches Dorf namens Bayt Ǧibrin / بيت جبرين. Zu Beginn des 19. Jahrhunderts kamen vom Westhang des Hochlandes von Hebron, südlicher Teil des Judäischen Berglands Angehörige des Familienverbands alʿAzza (العزة). Die Region gehörte zum osmanischen Mutesarriflik Jerusalem. Zunächst waren die Familienmitglieder mittellos und arbeiteten als Landarbeiter und Hirten. Im 19. Jahrhunderts erhob sich Familie alʿAzza zu einem Bauernaufstand gegen die Herrschaft des Osmanischen Reiches (1516–1918).
Im Laufe der Jahre etablierten sie sich und begannen, Grundstücke zu kaufen, wobei ihnen die niedrigen Grundstückspreise damals zu passe kamen. Die Familie baute an mehreren Standorten im Dreieck zwischen Bayt Ǧibrin, ʿAgur und Tall alSafi in der südlichen Hügellandschaft Schfelah auf ihren Ländereien Bauernhöfe, wo die Familie daher sehr einflussreich wurde. Im letzten Drittel des 19. Jahrhunderts unterhielt die Familie alʿAzza gute Beziehungen zum osmanischen Sultan und Kalifen aller Muslime Abdülhamid II., der ihnen ihre Besitztümer durch Kuschan (كوشان; ein osmanischer Grundstückstitel) als Eigentum bestätigte.
Nach Eintritt des Osmanischen Reiches in den Ersten Weltkrieg auf Seiten der Mittelmächte versuchte es 1915 vergeblich, den Sueskanal als zentraleמ Seeverkehrsweg des Britischen Imperiums zu blockieren. Die Egyptian Expeditionary Force der Triple Entente vertrieb in der Gegenoffensive die Osmanen vom ägyptischen Sinai und eröffnete auf osmanischen Gebiet die Palästinafront. Unter Gefechten, die meist die Entente siegreich für sich entschied, rückte die Front nordwärts vor, bis um den 16. November 1917 Einheiten der Australian Mounted Division Bayt Ǧibrin einnahmen.
Nachdem Briten und Franzosen schon während des Ersten Weltkriegs vereinbarten, die arabisch besiedelten Gebiete des Osmanischen Reichs unter sich aufzuteilen, besetzten sie 1917/1918 die Gebiete wie abgesprochen. In der Folge lösten die Briten das Mutesarriflik auf und fassten sein Gebiet mit südlichen Teilen des libanesischen Vilâyet Beirut (vor allem Galiläa) nach den damals gängigen christlichen Vorstellungen vom Heiligen Land zu dem neu umgrenzten Territorium Palästina zusammen. Seit 1921 fanden erste Ausgrabungen statt, bei denen man unter anderem verschiedene Mosaiken fand. Der Völkerbund formalisierte das britische Vorgehen und erteilte den Briten 1922 das Völkerbundsmandat für Palästina.
Die Mandatsbestimmungen sahen vor, das Land in Bildung, Gesellschaft, Recht, Verwaltung und Wirtschaft zu modernen Standards zu führen, um es auf eine spätere, zeitlich unbestimmte Unabhängigkeit vorzubereiten. Dabei sollte die britische Mandatsverwaltung allen Einwohner des Landes gleiche Rechte sichern und die seit den 1880er Jahren entstandene jüdische Heimstatt fördern und wahren. Die Mandatsverwaltung Government of Palestine erließ 1924 die Palestinian Citizenship Order (Verordnung die Palästinensische Staatsbürgerschaft betreffend), womit die Bewohner des Landes mit Wirkung ab 1. Januar 1925 erstmals Palästinenser mit eigener Staatsbürgerschaft wurden.
Ein Konflikt zwischen nichtjüdischen, meist arabischen und jüdischen, zu geringem Anteil arabischen Palästinensern war durch die gesamte Mandatszeit mehr oder minder virulent. Die einflussreiche muslimische arabische Familie alHussayni nahm unter anderem mit Muhammed Amin alHussayni, Mufti von Jerusalem, die Führung der arabischen Palästinenser für sich in Anspruch.
ʿAbd alRahman alʿAzza, Mitglied des Familienverbands in Bayt Ǧibrin, ging zu Beginn der 1930er Jahre in Opposition zu Familie alHussayni. Während des Großen Arabischen Aufstands (1936–1939), seinerzeit größte Erhebung gegen eine britische Kolonialverwaltung mit vielen tödlichen Gewaltakten seitens arabischer Angreifer gegen tatsächliche und vermeintliche Vertreter der Mandatsmacht und gegen die Minderheit jüdischer Palästinenser, stand ʿAbd alRahman alʿAzza (عبد الرحمن العزة) an der Spitze einer Rebellengruppe. Aber 1938 trennte er sich von den Aufständischen und wechselte zu den paramilitärischen فصائل السلام / Faṣāʾil al-Salām / ‚Friedensgruppen‘ der Nationalen Verteidigungspartei um Fachri alNaschaschibi (فخري النشاشيبي), die arabische Angriffe zu verhüten suchten.
Nachdem die Briten ihr Mandat zur Verwaltung Palästinas an die UNO, als Nachfolger des Völkerbundes, zurückgaben, fasste diese Beschlüsse für die Zukunft des Landes. Gemäß den Völkerbundsbestimmungen von 1922 für das Palästina-Mandat war die jüdische Heimstatt zu fördern und zu wahren, wie die Rechte der arabischen Nichtjuden im Lande, doch nach Ansicht der UNO war die Heimstatt in einem binationalen Palästina aber eher nicht gesichert.
Darauf fasste am 29. November 1947 die Mehrheit der Mitglieder der UNO den Beschluss, das Mandatsgebiet im Mai 1948 zu teilen, in einen Staat für Juden und einen für nichtjüdische Araber. Die südliche Schefelah mit Bayt Ǧibrin sollte Teil des nichtjüdisch-arabischen Staates sein.
Die benachbarten Staaten – sämtlich Mitglieder der Arabischen Liga – kündigten daraufhin die Invasionen ihrer Streitkräfte an. Im Vorlauf dieser angekündigten Invasionen mühten sich die nationalen Bewegungen im Lande – antizionistische überwiegend nichtjüdische einerseits und andererseits zionistische überwiegend jüdische Palästinenser – darum, auch mit Gewalt Positionen und Posten einzunehmen bzw. zu halten, die im bevorstehenden Krieg strategisch wichtig erschienen, was sich zum Bürgerkrieg zwischen arabischen und jüdischen Palästinensern (Dezember 1947─Mai 1948) auswuchs.

### Seit Gründung Israels
Nach der Staatsgründung Israels am 14. Mai 1948, an welchem das britische Mandat um Mitternacht auslief, überschritten tags darauf Streitkräfte Ägyptens, Arabische Legion, irakische Streitkräfte, Streitkräfte des Libanon und syrisches Heer die Grenzen und eröffneten den Krieg um Israels Unabhängigkeit. Die ägyptische Armee mit Gamal Abdel Nasser erreichte gegen Ende Mai Bayt Ǧibrin, bevor sie am 1. Juni 1948 al-Faludscha nahm.

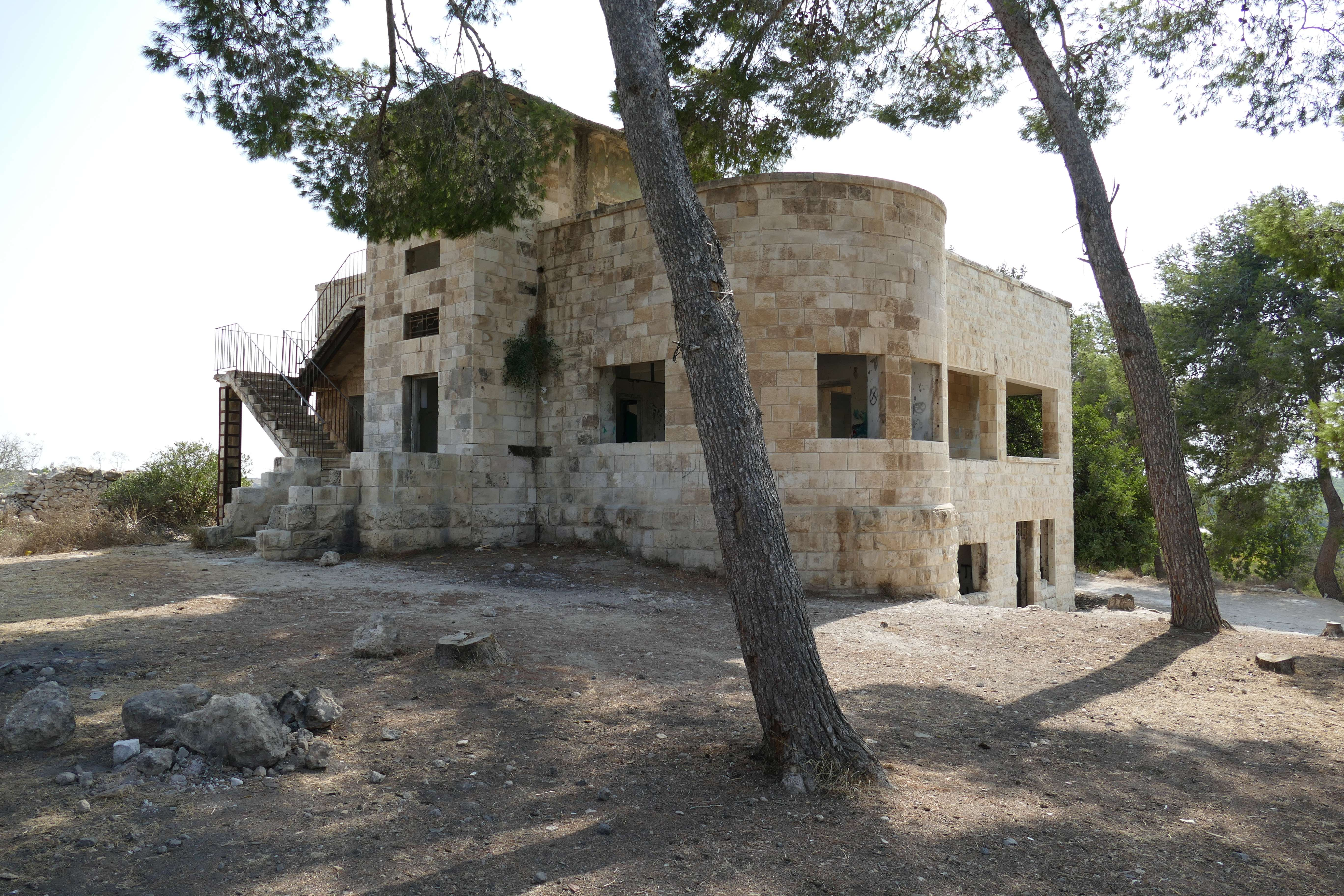
Villa in Bayt Ǧibrin / Beit Guvrin, 2018

In seiner Villa in Bayt Ǧibrin, deren malerische Ruine weithin zu sehen ist, traf ʿAbd alRahman alʿAzza Nasser und weitere Kämpfer, um die Verteidigung des Ortes zu besprechen, denn die Bewohner hatten sich auf eigene Kosten in Ägypten Waffen gekauft. Nach israelischem Luftangriff am 18. Oktober, während der israelischen militärischen Operation Joʾav entflohen die Einwohner, bevor Jigʾal Allon mit seinen Truppen von der Givʿati-Brigade am 27. Oktober 1948 ins aufgegebene Bayt Ǧibrin einrückte.
Nach der israelischen Einnahme nahm der israelische Treuhänder über das zurückgelassene Vermögen sämtliche verlassenen Immobilien in Bayt Ǧibrin in staatlichen Gewahrsam. Auf Grundlage des Gesetzes über die Habe Abwesender, das die Knesset am 20. März 1950 beschloss, wurde das Vermögen in Händen des Treuhänders entschädigungslos zu Gunsten des Staates Israel enteignet.
Der heutige Kibbuz wurde 1949 von Palmach-Veteranen auf dem Gelände des arabischen Dorfes gegründet. Ein wichtiger Wirtschaftsbereich der Siedlung ist der Tourismus.

## Persönlichkeiten
- Epiphanios von Salamis, Bischof von Salamis auf Zypern, geboren um 315 in Besanduk bei Eleutheropolis
- Rab Jonatan aus Bet Guvrin, palästinischer Amoräer der zweiten Generation